# Maitê Proença
Maitê Proença Gallo (sinh ngày 28 tháng 1 năm 1958) là một nữ diễn viên, người dẫn chương trình truyền hình và nhà văn nữ người Brazil.

## Tiểu sử
Maitê Proença sinh ra ở São Paulo, Brazil. Mẹ cô là Margot Proença, một giáo viên triết học và âm nhạc đã chết khi Maitê 12 tuổi. Cha của cô là Eduardo Gallo (mất năm 1989). Cô có một em trai, René Augusto Proença Gallo, sinh năm 1963. Proença là người gốc Bồ Đào Nha, cả hai ông cháu của cô đều là người Bồ Đào Nha.
Khi còn nhỏ, Proença học tại một trường học ở Mỹ và nói tiếng Anh trôi chảy, cũng như tiếng Pháp, tiếng Tây Ban Nha và tiếng Ý. Cô đã tham dự chương trình tâm lý học đại học tại Đại học Pontifícia Católica de São Paulo và Đại học São Paulo, nơi cô học báo chí. Proença cũng tham dự một số khóa học tại Sorbonne, vào cuối những năm 1970, khi sống ở Pháp. Từ năm 1977 đến 1979, Proença đi khắp thế giới đến Châu Âu, Châu Á và Châu Phi. Cô đã duy trì thói quen này, sau này đi du lịch đến hơn 70 quốc gia.
Năm 1979, Proença gặp tai nạn xe hơi nghiêm trọng. Cô đã phải trải qua hai cuộc phẫu thuật và phải nằm trên giường gần một năm.

## Nghề nghiệp
Proença đã diễn trong các bộ phim truyền hình, phim và vở kịch của Brazil. Vai diễn của cô trong bộ phim telenovela Dona Beija là thành công lớn đầu tiên trên truyền hình của cô ở Brazil, Bồ Đào Nha và khoảng 50 quốc gia khác nơi nó được trình chiếu.
Proença đã viết hai cuốn sách. Cuốn sách đầu tiên Entre ossos ea escrita, xuất bản năm 2005, chứa đựng những bài  viết tiểu luận hay nhất. Cuốn sách thứ hai, Uma Vida Inventada, đã bán được 100.000 bản tại Brazil và được xuất khẩu sang Bồ Đào Nha. Proença cũng đã viết hai vở kịch, một trong số đó, As Meninas, đã giành được một số giải thưởng. Cô còn viết một chuyên mục trên tạp chí Brazil Época.
Proença đã từng là người dẫn chương trình truyền hình cho Video Show (1983), Programa de Domingo (1987) và Saia Justa (2006/2007). Năm 2006, Proença đã viết vở kịch đầu tiên của mình, Achadas e Perdidas. Năm 2002, cô xuất hiện lần đầu với tư cách là nhà sản xuất nhà hát với vở kịch Buda.